# Viveka Sjögren
Anna Vera Viveka Sjögren, född 1966 i Stockholm, är en svensk författare och illustratör. Hon har skrivit böcker både för mindre barn och för tonåringar.

## Bakgrund
Viveka Sjögren föddes i Stockholm 1966 och växte upp i Saltsjöbaden. 1995 flyttade hon till en gård i Delsbo i Hälsingland.
Viveka Sjögrens författardrömmar tändes tidigt och hon skrev sina första berättelser redan som fem-sexåring. Vid nio års ålder skrev hon en berättelse om ett mobbat lamm med stora öron som blev publicerad i tidningen ”Folket i bild kulturfront”.
Sjögren debuterade 1993 med de två bilderböckerna Bertil och Råttan Rutger och Ettan och de andra, utgivna på Norstedts förlag.
Sjögren har dessutom skrivit åt tidningar, medverkat i litterära magasin samt skrivit prosa och poesi för scenframträdanden, bland annat med den litterära gruppen BLÄCK.

## Utbildningar och pedagogiskt arbete
Viveka Sjögren har studerat psykologi och barnkultur på Stockholms universitet och är certifierad skrivpedagog från Skurups Folkhögskola. Hon har lång erfarenhet av arbete med barn och unga från anställningar inom kultursektorn; allt från Kulturskolans kulturlag till konstvisningar för barn, mentorskap för unga på författarutbildningar, lärartjänst i svenska och skapande svenska och författarbesök inom Skapande Skola-projekt. 2023 blev Sjögren examinerad rektor vid rektorsprogrammet på Mittuniversitetet.

## Andra åtaganden
Sjögren har under många år arbetat aktivt inom både Författarcentrum och Författarförbundet, suttit i Författarförbundets styrelse 2003–2009, under en period varit en av tre ordföranden i barn- och ungdomslitterära sektionen BULT, och mellan 2016 och 2023 suttit ordförande i Författarförbundets Internationella Råd. Hon har även suttit i styrelsen för Baltic Writer's Council, samt i European Writer's Council, EWC. Sjögren är ordförande i stiftelsen Klas de Vylders stipendiefond för invandrarförfattare. 

### Projekt
Viveka Sjögren har även drivit ett antal projekt, bland annat:
- Igångsättandet av Hudiksvalls kommuns galleri 316kubik med interaktivt fokus
- Startat upp den litterära gruppen BLÄCK, se facebook BLÄCK
- Varit huvudansvarig för arrangemang och handledning vid nordiska seminarium för barn- och ungdomsboksmakare från Norden på Biskops-Arnö Folkhögskola, samt lärare under sommarkurser på Biskops-Arnö.
- I egenskap av (tidigare) styrelsemedlem i Hälsinge Akademi ansvarat för radiopristävling för ungdomar i Gävleborg i samarbete med Radio Gävleborg och Folkteatern i Gävleborg.
- Arbetat med ett litterärt utvecklingsprojekt mellan Sverige och Nepal, samt varit med och grundat ett skolbibliotek i en bergsby i Nepal.
- Arrangerat och deltagit i litterära workshopar i Eritrea och Marocko.
- Startat en skola i Guinea
- Producerat utställningen Skuggsång på Hälsinglands Museum.
- Lett arbetet med av filmen Tid och Rum, en litterär film av och med gruppen BLÄCK och filmaren Israel Benavides

## Bibliografi

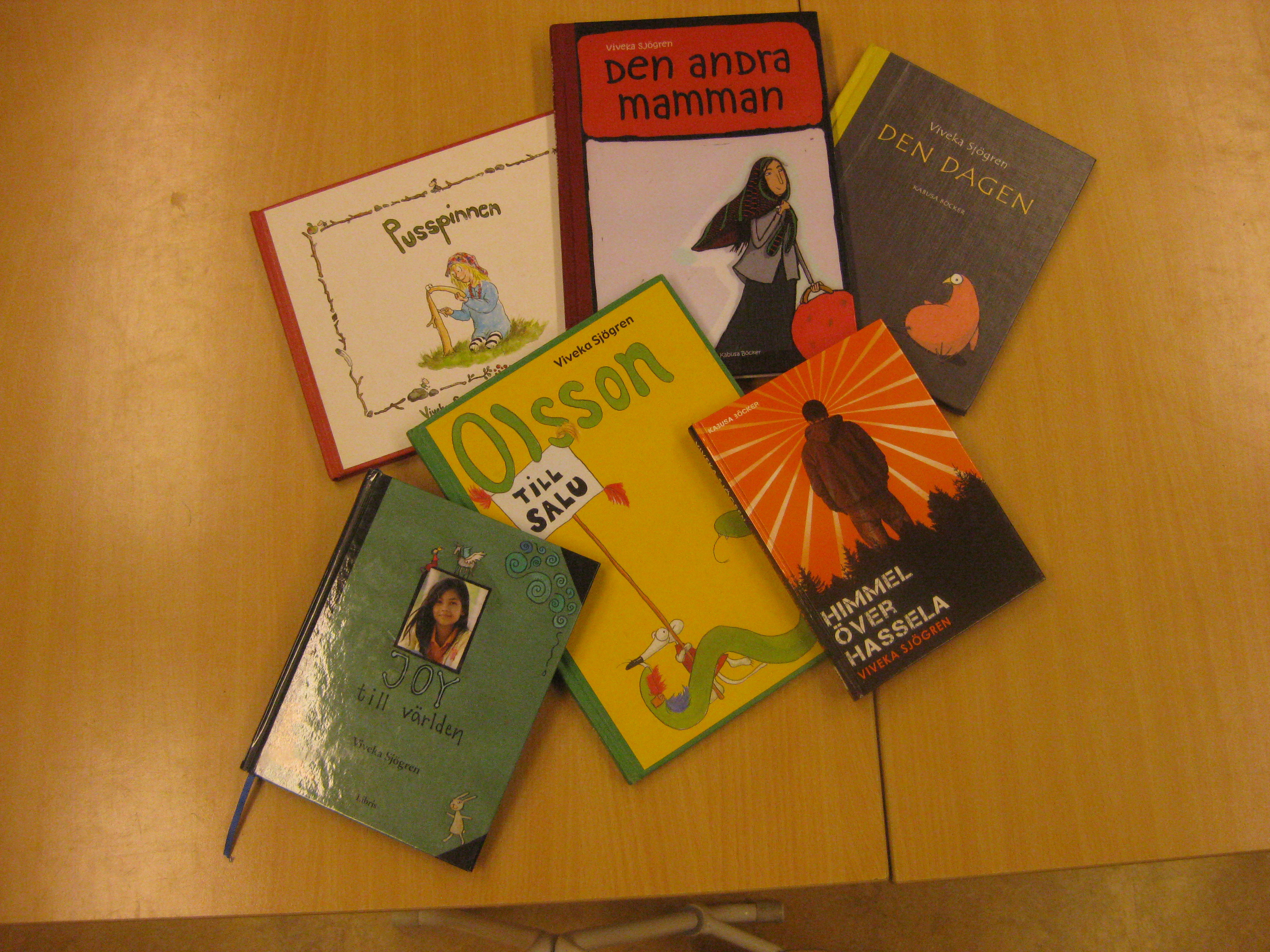
Några av Sjögrens böcker: Pusspinnen, Den andra mamman, Den dagen, Joy till världen, Olsson till salu och Himmel över Hassela.

### Barn- och ungdomsböcker
Utgivna på Norstedts:
- Bertil och Råttan Rutger (1993)
- Ettan och de andra (1993)
- Bertil och Råttan Rutger på skogspromenad (1995)
- Råttan Rutger och isbiten (1995)
- Pusspinnen (1995)

Utgivna på Bonnier Carlsen:
- Olsson till salu (2003)
- Fröken Olssons lilla bokstavsbok (2004)
- Fröken Olssons lilla sifferbok (2005)
- Rödluvan och biet (2015)
- Askungen och biet (2016)
- Alla barn i början (illustrationer, författare Grethe Rottböll) (2016)
- Törnrosa och biet (2017)

Utgivna på Libris:
- Joy till världen (2010)

Utgivna på Kabusa böcker:
- Den andra mamman (2007)
- Den dagen (2008)
- I den tysta minuten mellan (2011)
- Himmel över Hassela (2012)
- Vi blåste bort ibland (2013)
- Om du skulle fråga Micha (2015)

Utgiven på Vombat förlag (tillsammans med Grethe Rottböll):
- Vulkanen och kalven som Po räddade (2016)

Utgiven på Hippo förlag:
- Pojken i taket (2018)

Utgiven på Bokförlaget Opal:
- Det gula skrattet (2022)
- Åttonde växeln, 2024

Utgiven på Vombat förlag:
- Någons bror (2023)

## Priser och utmärkelser
- Dellenbygdens kulturstipendium 2002
- Årets bilderbok i Skinnskattebergs kommun 2004
- Hudiksvalls kulturstipendium 2004
- Gävleborgs landstings kulturstipendium 2004
- Första pris i Libris manustävling "Du är inte ensam" med boken Joy till världen, 2009
- Nominerad till Augustpriset för ungdomsboken I den tysta minuten mellan, 2011
- Tilldelats stipendium ur Stina och Erik Lindbergs stiftelse, Svenska Akademien, 2011
- Nominerad till Elsa Beskowplaketten för boken Vi blåste bort ibland, 2014
- Tilldelad Elsa Beskowplaketten för årets bästa bilderbok för boken Om du skulle fråga Micha, 2016
- Tidskriften Flammans pris för årets mest Radikala Barnbok för boken Pojken i taket 2018
- Månadens författare februari, Gävleborg, 2020
- Tilldelad Svenska Kyrkans kulturpris litteratur, 2022
- Nominerad till Nordiska Rådets litteraturpris i barn- och ungdomskategorin för boken Någons bror, Vombat förlag, 2023
- Nominerad till Norrlands litteraturpris för boken Åttonde växeln, Bokförlaget Opal,  2024